# Владімір Петршичек
Владімір Петршичек (Vladimír Petříček, 17 червня 1948) — чехословацький академічний веслувальник.
Срібний призер Олімпійських Ігор 1972 року в складі розпашної двійки зі стерновим, бронзовий призер 1972 року в складі розпашної четвірки зі стерновим, учасник 1976 року.
Бронзовий призер Чемпіонату світу 1974 року в складі розпашної двійки зі стерновим.
Чемпіон Європи 1969 року в складі розпашної двійки зі стерновим, бронзовий призер 1973 року в складі розпашної четвірки зі стерновим.